# Distrito de Marías
El distrito de Marías es uno de los 9 distritos y la capital de la provincia de Dos de Mayo, que se encuentra en el departamento de Huánuco; bajo la administración del Gobierno regional de Huánuco, en la zona central del Perú.
Desde el punto de vista jerárquico de la Iglesia católica forma parte de la diócesis de Huánuco, sufragánea de la arquidiócesis de Huancayo.

## Historia
Fue creado mediante Ley del 12 de mayo de 1962, en el segundo gobierno del Presidente Manuel Prado Ugarteche.

## Geografía
Tiene una extensión de 608,05 km² y a una altitud promedio de 3 484 m s. n. m.

## Autoridades

### Municipales
- 2011 - 2014[2]
  - Alcalde: Grover Lucio Vásquez Salazar, del Partido Democrático Somos Perú (SP).
  - Regidores:  Edilberto Primitivo Gacha Faustino (SP), Tito Arnulfo Espíritu Justo (SP),   Sisineo Castillo Campos (SP),  Hilma Vilma Salazar Martin (SP), Andrés Plácido Martin (Hechos y No Palabras).[3]
- 2007 - 2010
  - Alcalde: Grover Lucio Vásquez Salazar.

### Policiales
- Comisario:  PNP.

### Religiosas
- Diócesis de Huánuco[4]
  - Obispo: Mons. Jaime Rodríguez Salazar, MCCJ.
- Parroquia
  - Párroco: Pbro. .

## Galería
- Wikimedia Commons alberga una categoría multimedia sobre Distrito de Marías.